# 大姚短柱茶
大姚短柱茶（学名：Camellia tenii）是山茶科山茶属的植物，为中国的特有植物。分布于中国大陆的云南等地，目前尚未由人工引种栽培。